# إلشترا
الشترا (بالألمانية: Elstra) هي بلدة ألمانية تقع في ألمانيا في ساكسونيا. يقدر عدد سكانها بـ 2,976 نسمة .